# شتات سوري

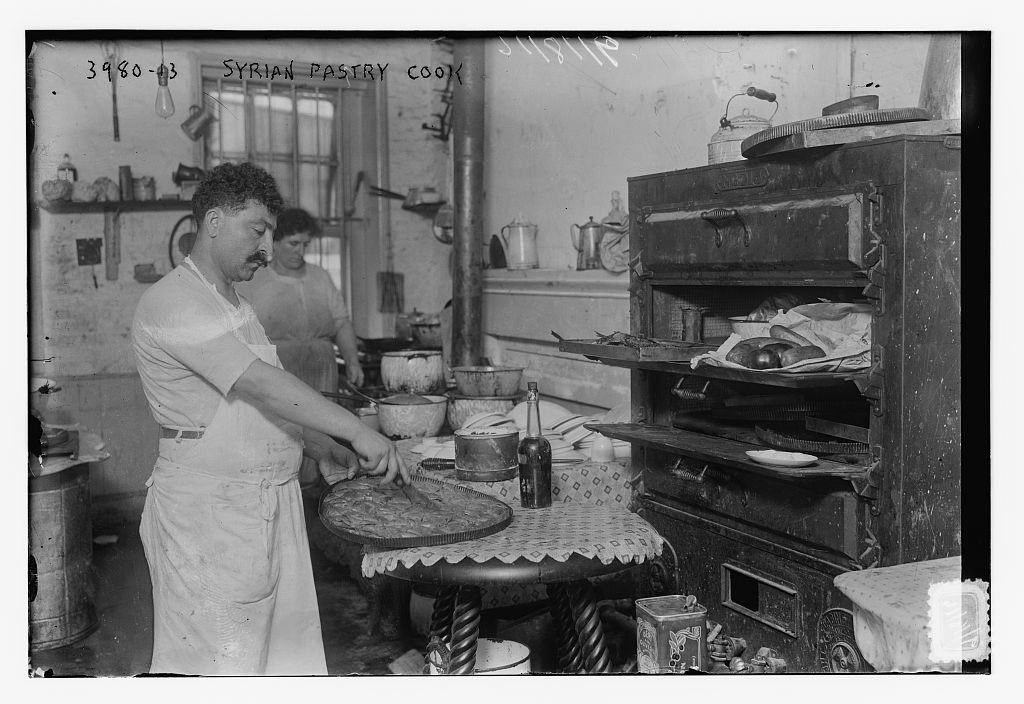
صانع بقلاوة سوري في سوريا الصغيرة عام 1916.

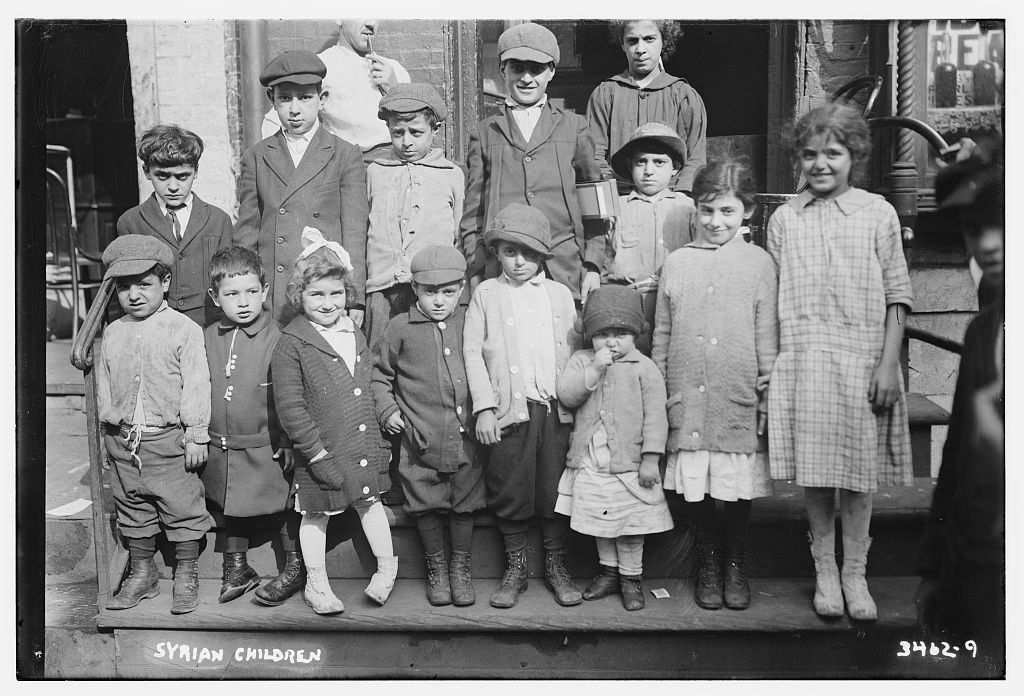
أطفال مهاجرين سوريين في شارع واشنطن في منطقة مانهاتن السفلى عام 1916.

السوريون في الخارج مصطلح يشير إلى المهاجرين السوريين منذ القرن التاسع عشر، والذين شكلوا المغترب السوري.
راجع: السوريون في الخارج
الشتات السوري الجديد بعد الحرب الأهلية 2011 يشير إلى السوريون الذين نزحوا وهجروا خلال الحرب الأهلية السورية (انتهت بتحرير سوريا بتاريخ 8/12/2024).
الشتات السوري يشير إلى الشعب السوري الأم، الذين يعيشون خارج سوريا، إما مهاجرين أو لاجئين. الشتات السوري يشكل مزيج من مجموعة واسعة من الأعراق والأديان، المسيحيون في المقام الأول في هجرات أواخر القرن التاسع عشر حتى منتصف القرن العشرين، وإن كانت سوريا ذات غالبية إسلامية سنية. هناك ما يقرب من 15 مليون شخص من أصل سوري يعيشون في الشتات،  انضم لهم مؤخرا موجة كبيرة تقدر بمئات الآلاف اللاجئين السوريين في دول الجوار بشكل أساسي لبنان وتركيا والأردن.
راجع لاجئو الأزمة السورية

## المهاجرين
وفقا لوزارة المغتربين السورية، يقدر الشتات السوري بأكثر من 18 مليون شخص هاجروا إلى أمريكا الشمالية (الولايات المتحدة وكندا)، وأوروبا (بما في ذلك السويد وفرنسا وألمانيا)، وأمريكا الجنوبية (بشكل رئيسي في البرازيل، الأرجنتين، تشيلي وفنزويلا وكولومبيا)، وأستراليا وأفريقيا.

## أنظر أيضا
- لاجئو الحرب الأهلية السورية